# Southern Poverty Law Center
El Southern Poverty Law Center (SPLC) (en català: Centre legal per a la pobresa del sud) és una organització no governamental de defensa dels drets civils coneguda per les seves victòries legals contra grups supremacistes blancs, la seva representació legal de les víctimes de grups extremistes, la seva classificació de milícies, grups d'odi, i organitzacions extremistes, i el seu programa educatiu que promou la tolerància.
El SPLC també classifica i fa una llista de grups extremistes, o com s'anomenen en els EUA, grups d'odi, organitzacions que en la seva opinió denigren o ataquen a col·lectius sencers de persones per motius que estan fora del seu control.
El 1971, Morris Dees i Joseph J. Levin Jr. van fundar el SPLC a Montgomery (Alabama) com un bufet d'advocats especialitzats en drets civils. L'activista en la defensa dels drets civils, Julian Bond es va unir poc després a Dees i Levin, i va treballar com a president del consell de direcció entre 1971 i 1979.
L'estratègia legal del SPLC consisteix a presentar demandes civils en nom de les víctimes de grups extremistes que han patit amenaces i violència, per tal d'esgotar econòmicament als individus i als grups responsables.
Encara que inicialment es concentrava en els danys produïts pel Ku Klux Klan, i altres grups supremacistes blancs, amb els anys el SPLC s'ha implicat en altres casos de defensa dels drets civils, entre ells, casos d'segregació o discriminació racial institucional, el maltractament dels immigrants i la separació entre l'Església i el Estat.
Juntament amb organitzacions de defensa dels drets civils com la Lliga Antidifamació, el SPLC proporciona informació al FBI. El SPLC no accepta fons del govern, no cobra als seus clients per la seva representació legal, ni es beneficia dels pagaments per danys i perjudicis. La majoria dels seus fons provenen de campanyes de correu directe, que han contribuït a generar una substancial reserva de diners. Les seves campanyes de sol·licitud de donacions i l'acumulació de reserves han estat objecte d'algunes crítiques.